# 이르핀 난민 행렬 포격
2022년 3월 6일 현지 시간 오전 9시 30분부터 오후 2시까지 러시아군은 수백 명의 민간인이 키이우로 탈출하던 이르핀의 교차로를 반복적으로 포격하여 8명의 민간인을 살해했다. 휴먼라이츠워치는 러시아군이 불법적이고 무차별적인 공격을 감행했다고 주장했다. 이 사건은 2022년 러시아의 우크라이나 침공 기간 이르핀 전투 도중 발생했다.

## 역사
2022년 3월 6일, 우크라이나 군대가 러시아 침공을 방해하기 위해 파괴한 다리 바로 남쪽에 있는 성 조지 우크라이나 정교회 근처의 P30 도로 교차로에 수백 명의 민간인이 있었다. 민간인들은 이르핀에서 키이우로 향하는 북부 우크라이나에서 러시아군의 진격을 피해 달아나고 있었다. 다리 근처의 교차로에는 약 12명의 우크라이나 군인도 있었는데, 일부는 민간인이 짐과 아이들을 나르는 것을 도왔다. 우크라이나 포병은 약 180미터 떨어진 위치에서 박격포탄을 발사하고 있었다. 임시 휴전이나 인도주의적 통로에 대해 군 양측의 합의는 이루어지지 않았다.
《뉴욕 타임즈》 기자들과 현장에 있던 프리랜서 기자들은 러시아군이 민간인들이 탈출하는 교차로를 몇 시간 동안 폭격했다고 보고했다. 우크라이나 당국이 보고한 바와 같이 러시아군은 폭발성 발사체를 해당 지역으로 발사했다. 발사체는 10분마다 교차로 또는 주변 지역을 명중하여 최소 8명의 민간인이 사망했다.
희생자 중에는 박격포 공격으로 사망한 2명의 어린이를 포함한 4명의 그룹이 있었다.
휴먼 라이츠 워치에 따르면 러시아군은 발사체를 "관찰"했을 가능성이 있다. 그러면 러시아인은 발사 위치를 알고 쉽게 교차로에서 조준을 조정할 수 있다. 대신 그들은 민간인이 사용하는 교차로에 대해 장기간 포격을 가했는데, 이는 "잠재적인 무차별성 또는 고의성"을 나타낸다. 반복되는 공격은 러시아군이 "민간인에게 피해를 주는 무차별 공격을 하지 않겠다는 국제인도법상의 의무를 위반했으며 민간인 사상자를 피하기 위해 가능한 모든 조치를 취하지 않았다"는 것을 시사한다.
인권 단체는 우크라이나군이 인구 밀집 지역에서 전투를 자제하는 등 "민간 피해를 피하거나 최소화하기 위해 가능한 모든 예방 조치를 취할 의무가 있다"고 밝혔다.